# Munising
Munising ist eine Stadt am südlichen Ufer des Oberen Sees im Bereich der Upper Peninsula im US-Bundesstaat Michigan.  Das U.S. Census Bureau hat bei der Volkszählung 2020 eine Einwohnerzahl von 1986 ermittelt. Die Stadt ist County Seat des Alger Countys und liegt in der nordwestlichen Ecke der Munising Township, ist jedoch administrativ selbständig.

## Geographie

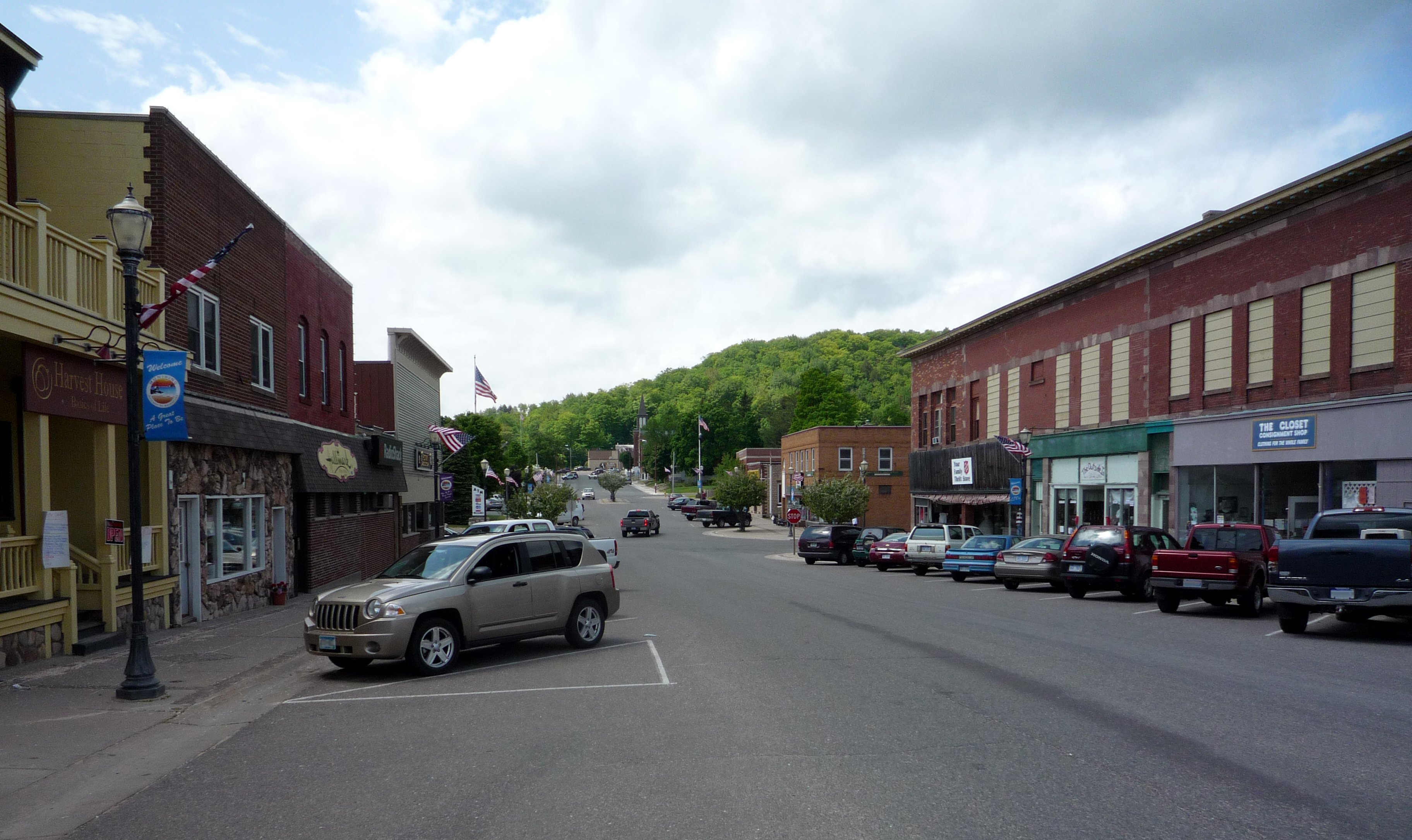
Downtown Munising (Elm Avenue)

Munising liegt am südlichen Rand der Munising Bay bei 46° 25′ N, 86° 39′ W; die Bucht ist auch als South Bay von Grand Island Harbor bekannt und liegt gegenüber von Grand Island an der Mündung des Anna River. Der kleine Hafen ist der Hauptausgangspunkt für Bootstouren zu den Pictured Rocks und nach Grand Island.
Der Name Munising ist aus der Sprache der Ojibwe abgeleitet. Munissi bedeutet „Insel“, Munising bezieht sich auf die Nähe der Insel – Grand Island liegt knapp einen Kilometer nördlich.
Nach den Angaben des United States Census Bureaus hat die Stadt eine Gesamtfläche von 23,7 km², wovon 13,9 km² auf Land und 9,8 km² (= 41,40 %) auf Gewässer entfallen.
In und um Munising gibt es zahlreiche Wasserfälle, darunter die Alger Falls, die Horseshoe Falls, die Memorial Falls, die Munising Falls, die Miners Falls, die Scott Falls, die Tannery Falls und die Wagner Falls.

### Straßenverkehr
M-28 führt westwärts nach Marquette und ostwärts nach Sault Ste. Marie.
 M-94 führt westwärts über Chatham zum südlich von Marquette gelegenen Sawyer International Airport und südwärts nach Manistique.

## Demographie

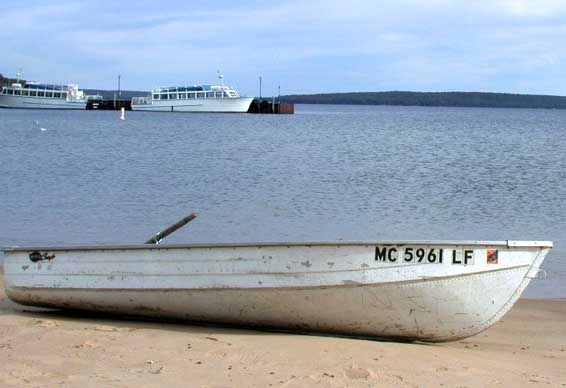
Am Hafen von Munising

Zum Zeitpunkt des United States Census 2000 bewohnten Munising 2539 Personen. Die Bevölkerungsdichte betrug 182,9 Personen pro km². Es gab 1249 Wohneinheiten, durchschnittlich 90,0 pro km². Die Bevölkerung Munisings bestand zu 93,74 % aus Weißen, 0,16 % Schwarzen oder African American, 3,51 % Native American, 0,67 % Asian, 0,12 % Pacific Islander, 0,08 % gaben an, anderen Rassen anzugehören und 1,79 % nannten zwei oder mehr Rassen. 0,98 % der Bevölkerung erklärten, Hispanos oder Latinos jeglicher Rasse zu sein.
Die Bewohner Munisings verteilten sich auf 1115 Haushalte, von denen in 24,4 % Kinder unter 18 Jahren lebten. 44,8 % der Haushalte stellten Verheiratete, 10,2 % hatten einen weiblichen Haushaltsvorstand ohne Ehemann und 41,3 % bildeten keine Familien. 36,3 % der Haushalte bestanden aus Einzelpersonen und in 19,5 % aller Haushalte lebte jemand im Alter von 65 Jahren oder mehr alleine. Die durchschnittliche Haushaltsgröße betrug 2,17 und die durchschnittliche Familiengröße 2,82 Personen.
Die Bevölkerung verteilte sich auf 21,4 % Minderjährige, 6,6 % 18–24-Jährige, 23,5 % 25–44-Jährige, 23,4 % 45–64-Jährige und 25,1 % im Alter von 65 Jahren oder mehr. Der Median des Alters betrug 44 Jahre. Auf jeweils 100 Frauen entfielen 88,8 Männer. Bei den über 18-Jährigen entfielen auf 100 Frauen 82,9 Männer.
Das mittlere Haushaltseinkommen in Munising betrug 33.899 US-Dollar und das mittlere Familieneinkommen erreichte die Höhe von 46.133 US-Dollar. Das Durchschnittseinkommen der Männer betrug 41.333 US-Dollar, gegenüber 24.444 US-Dollar bei den Frauen. Das Pro-Kopf-Einkommen belief sich auf 19.779 US-Dollar. 11,4 % der Bevölkerung und 7,4 % der Familien hatten ein Einkommen unterhalb der Armutsgrenze, davon waren 11,6 % der Minderjährigen und 10,1 % der Altersgruppe 65 Jahre und mehr betroffen.
13,3 % der Bewohner bezeichneten sich als Nachkommen französische und 12,4 % deutscher Einwanderer, 11,0 % erklärten, dass ihre Vorfahren finnischer, 9,9 % gaben eine polnische und 8,8 % eine schwedische Herkunft an. Als Abkömmlinge Französischer Kanadier stuften sich 7,3 % ein, und als Nachkommen von Iren 6,8 %. 97,8 % der Bewohner sprechen Englisch und 1,6 % Spanisch als Muttersprache.

## Wirtschaft
Neenah Paper betreibt im Ort eine Papiermühle.

## Persönlichkeiten
- Connie Binsfeld, Politikerin, 1924 in Munising geboren
- Fred W. Green, Politiker, 1936 in Munising gestorben
- Steven John Raica, katholischer Bischof von Birmingham, 1952 in Munising geboren